# رفيدة سحويل
رفيدة سحويل (1987-) هي فنانة تشكيلية فلسطينية، من مواليد مدينة غزة. أنهت دراستها الثانوية في مدرسة الجليل عام 2005، حصلت على درجة البكالوريوس تخصص الرسم والتصوير من جامعة الأقصى عام 2010، وعلى دبلوم عالي تربوي من نفس الجامعة عام 2015. عملت محاضرة في كلية فلسطين التقنية في غزة عام 2019، وفي كلية تدريب غزة التابعة (للأونروا)، وهي عضو الإتحاد العام للفنانين التشكيليين الفلسطينيين. حصلت على جائزة التمثال الذهبي من الهيئة المستقلة لحقوق الانسان عام 2010، وعلى جائزة المركز الأول في فن الفيديو آرت عام 2011، وعلى جائزة تقديرية بالتميز والإبداع من مؤسسة عبد المحسن القطان بمسابقة الفنان الشاب عام 2012.

## أسلوبها الفني
نفذت أعمالها بالتصميم الجرافيكي والتصوير الفوتوغرافي والفيديو آرت واللوحات والأعمال التركيبية، تقوم بتوظيف كافة المواد التي تستخدمها في عملها الفني لإكتشاف سطح العمل والذي تمزج فيه المواد المختلفة مع تقنيات ألوان الزيت والاكريليك، وغيرها من المواد والتقنيات. برز إهتمامها بشكل لافت بإعادة تدوير الخامات المستهلكة كالقطع المعدنية والنوافذ والنباتات الجافة والأخشاب والأقمشة وغيرها، وقد شغلتها مواضيع مختلفة تدور حول التسامح والحب والعطاء والحنين.

## المعارض
شاركت في العديد من المعارض المحلية والدولية منها: معرض مهرجان فلسطين الدولى الأول والثاني عام 2010، ومعرض "كائن 86" في غزة عام 2011، ومعرض بأي اتجاه في غزة عام 2012، ومعرض في مهرجان غزة الدولى لفن الفيديو آرت عام 2012، ومعرض مهرجان بصمات ملتقي الفنانين التشكيليين العرب بمشاركة 17 دولة عربية عام 2012، وفي معرض فنانون من أجل فلسطين عام 2013، ومعرض مجموعة إيمجو للقطع الصغيرة بمشاركة مئة وعشرين دولة في إيطاليا عام 2017، ومعارض نحن هنا وبيت الغصين الأثري ومجموعة باليتا في غزة عام 2018، ومعرض ليلة الأفكار في المعهد الثقافي الفرنسي عام 2018، ومعرض ألوان الثقافة في المغرب عام 2018، ومعرض سمبوزيوم وفنانون بلا حدود في ألمانيا عام 2019، ومعرض إلى الأبد ومعرض مواجهة وفن الفيديو آرت في غزة وصربيا عام 2019، ومعرض في مهرجان سين لفن الفيديو آرت في غزة عام 2019.

## المقتنيات
تقتني العديد من المؤسسات أعمالها منها مجموعة باديكو في رام الله، ومجموعة أبو غزالة في الأردن، وأحمد جنيد مدير البرنامج الثقافي باليونسكو، ونهى بوازير في اليونسكو، والسفير محمد نبهان في صربيا، ومنكا ستراب في ألمانيا.